# Johan Rajamäki
Johan Rajamäki, född 30 oktober 1957, är en svensk racerförare.
Rajamäki kom tvåa i nordiska formel 3-mästerskapet 1985. Karriärens höjdpunkt blev vinsten i Interseries division I 1994.
Rajamäki driver idag upplevelseföretaget JR Racing Experience.